# Maigret und die junge Tote
Maigret und die junge Tote (französisch: Maigret et la jeune morte) ist ein Kriminalroman des belgischen Schriftstellers Georges Simenon. Er ist der 45. Roman einer Reihe von insgesamt 75 Romanen und 28 Erzählungen um den Kriminalkommissar Maigret. Entstanden vom 11. bis 18. Januar 1954, wurde der Roman noch im gleichen Jahr vom Verlag Presses de la Cité veröffentlicht. Die erste deutsche Übersetzung von Hansjürgen Wille und Barbara Klau erschien 1958 bei Kiepenheuer & Witsch unter dem Titel Maigret und die Unbekannte. 1978 veröffentlichte der Diogenes Verlag eine Neuübersetzung von Raymond Regh unter dem Titel Maigret und die junge Tote.
Der Roman dreht sich um eine junge Frau im Abendkleid, die nachts in den Pariser Straßen ermordet aufgefunden wird. Niemand scheint die Tote zu kennen. Doch bevor sich Maigret auf die Suche nach dem Mörder begibt, will er erst das junge Mädchen kennenlernen und ihren Lebensweg im Detail nachvollziehen. Erschwert werden Maigrets Ermittlungen durch seinen alten Bekannten Lognon alias Inspektor Griesgram. Trotz seiner sprichwörtlich schlechten Laune treibt diesen der Ehrgeiz an, dem Kommissar zuvorzukommen und den Fall im Alleingang zu lösen.

## Inhalt

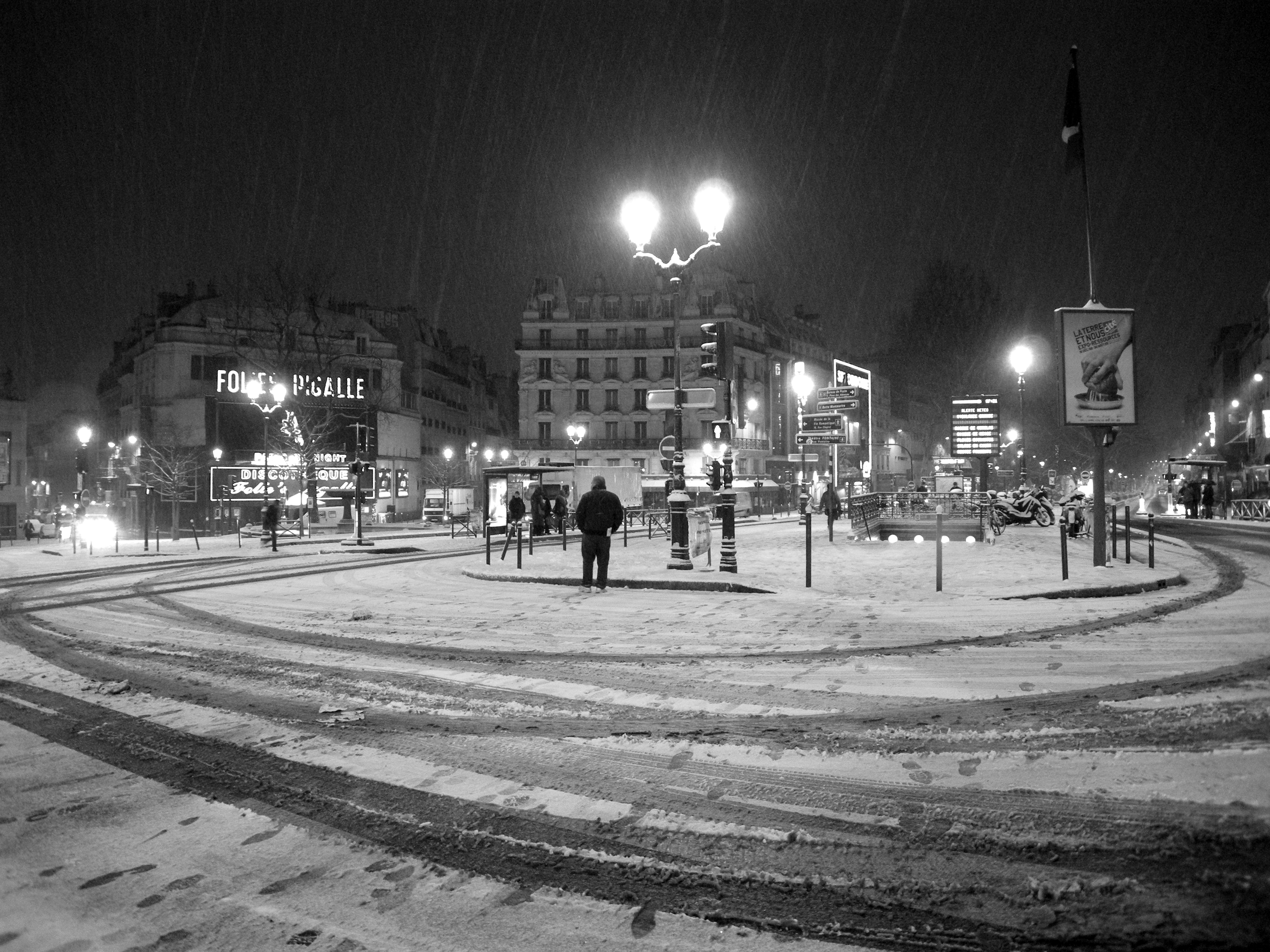
Die Place Pigalle im nächtlichen Winter

März, Quai des Orfèvres, 3 Uhr morgens. Nach einem 30-stündigen Verhör hat die berüchtigte Mauerbrecher-Bande endlich gestanden. Kommissar Maigret und Inspektor Janvier sind erschöpft und wollen die Nacht bei einer Zwiebelsuppe ausklingen lassen. Da erreicht sie ein Anruf: Am Place Vintimille nahe dem Vergnügungsviertel von Montmartre ist eine junge Tote aufgefunden worden. Vor Ort befindet sich schon der lokale Inspektor Lognon, den alle nur Inspektor Griesgram nennen, ein Mann, der alles Unglück der Welt gepachtet zu haben glaubt und der insbesondere im Wahn lebt, die vom Quai des Orfèvres schnappten ihm alle brisanten Fälle weg, mit denen er sich profilieren könnte. Maigret, der Lognon bereits von früheren Fällen kennt, behandelt den Inspektor mit Samthandschuhen, ohne dass dies freilich am beleidigten Auftreten des Griesgrams auch nur das Geringste ändern könnte.
Die junge Tote starb durch den Hieb eines schweren Gegenstands auf den Kopf, nachdem ihr zuvor mehrfach ins Gesicht geschlagen worden war. In ihrer Aufmachung wirkt sie wie ein junges Animiermädchen aus dem Viertel, doch Maigret ist bald klar, dass sie nicht am Fundort umgebracht wurde. Das Kleid hat sie sich noch am Abend vor Ort bei einer Händlerin namens Mademoiselle Irène geliehen, ebenso wie eine Handtasche, die allerdings verschwunden bleibt. Im Verlauf der Ermittlungen stellt sich heraus, dass die Tote Louise Laboine hieß, zwanzig Jahre alt war, bei einer alten Dame zur Untermiete wohnte und so arm war, dass sie nur ein einziges Kleid besaß.
Louise stammte ursprünglich aus Nizza, ihre Mutter ist eine ehemalige Tänzerin und nun dem Glücksspiel verfallen, ihr Vater, der international gesuchte Trickbetrüger Julius Van Cram, verließ Frau und Tochter, als sie zwei Monate alt war. Mit sechzehn riss sie von zu Hause aus, lernte im Zug nach Paris eine gleichaltrige Schicksalsgefährtin namens Jeanine Armenieu kennen, bei der sie lange Zeit wohnte. Doch während die forsche Jeanine sich schnell in der Großstadt einfand und sich einen reichen Mann namens Marco Santoni angelte, blieb Louise allein, verängstigt und verschüchtert, und lebte lange Zeit von nichts anderem als der Gnade ihrer Freundin. Auch am Mordabend wurde sie bei Jeanines Hochzeit vorstellig, um die Freundin abermals um Geld zu bitten. Dort überraschte sie die Nachricht, dass ein Mann nach ihr gefragt und in der Pickwick’s Bar einen Brief für sie hinterlassen habe. Danach verliert sich ihre Spur.
Während der Ermittlungen ist Inspektor Lognon seinem Kollegen Maigret, der ganz darauf konzentriert ist, sich in die Tote einzufühlen, ehe er überhaupt nur daran denken will, nach einem Mörder Ausschau zu halten, immer einen kleinen Schritt voraus. Doch alle Informationen, die sich Lognon unter höchstem persönlichem Einsatz auf langen Wegen in zumeist strömendem Pariser Regen verschaffen muss, scheinen dem Kommissar in seinem Büro wie von selbst zuzufallen, so dass der kein einziges Mal vom Inspektor zu überraschen ist. Plötzlich aber ist Lognon verschwunden, und die Ermittlungen gelten nicht mehr nur der Toten, sondern auch dem Schicksal des Griesgrams.
Der Barkeeper der Pickwick’s Bar, der vorbestrafte Korse Albert Falconi, behauptet, dem Mädchen seinen Brief ausgehändigt zu haben, woraufhin sich jedoch ein mysteriöser Amerikaner an ihre Fersen geheftet habe, von dem er nur zu sagen weiß, dass der Mann nach Brüssel weiterreisen und im Hotel Palace absteigen wollte. Maigret durchschaut sofort die falsche Spur, die ihm aber Lognons Aufenthaltsort verrät: Der ehrgeizige Inspektor ist auf eigene Faust nach Brüssel gereist, wo er nach dem angeblichen Amerikaner sucht, bis ihn Maigret wieder zurückbeordert. Zwar hatte Lognon in seinen Ermittlungen alles richtig gemacht, ohne sich allerdings in Louise einfühlen zu können, die doch am Ende wie der Inspektor der Meinung war, alle Welt habe sich gegen sie verschworen. Anders als Lognon begreift Maigret sofort, dass Falconi ihn anlügt, als er die verschüchterte Louise in einer ihr fremden Umgebung beschreibt wie eines der offenherzigen leichten Mädchen, die gewöhnlich in seiner Bar verkehren.
Es braucht keine 30 Stunden wie bei den Mauerbrechern, bis Falconi gesteht: Der Brief wurde von einem ehemaligen Komplizen von Louises Vater überbracht, nachdem dieser in Sing Sing verstorben war. In ihm erklärte sich Julius Van Cram gegenüber seiner Tochter und vermachte ihr seine Diebesbeute, die sie gegen Vorlage ihres Ausweises in New York abholen solle. Falconi las den Brief heimlich und überbrachte die Nachricht Bianchi, dem Kopf der korsischen Bande. Dieser lauerte in der Nacht dem Mädchen auf, um lediglich ihren Ausweis zu rauben, mit dem er an das Vermögen Van Crams in Amerika zu gelangen hoffte. Doch die Handtasche verhakte sich unglücklich an einer Armkette, Falconi hieb dem Mädchen ins Gesicht, das um Hilfe schrie, woraufhin er mit seinem Totschläger zuschlug. Für Maigret ist es eine Ironie des Schicksals, dass Louises Leben letztlich an einem kleinen Kettchen hing. Und er fragt sich, was das arme Mädchen wohl mit dem Geld angefangen hätte, das jetzt einem Bankier oder seiner Versicherung ausgezahlt wird.

## Maigrets Ermittlungsmethode
Volker Neuhaus untersuchte den Roman unter dem Blickwinkel multiperspektivischen Erzählens. Im Mittelpunkt der Ermittlung stehe das Opfer, das aus den unterschiedlichen Perspektiven der Zeugen geschildert werde. Sein Bild gewinne mit jeder Zeugenaussage an Plastizität, wofür Simenon im Roman die Metapher der Entwicklung einer Fotografie findet, die die Züge einer Person nach und nach immer deutlicher hervortreten lässt. Nachdem alle Aussagen zu einem Porträt des Mädchens ineinandergefügt wurden, kennt Maigret die Unbekannte, die er zuvor nie gesehen hat, so gut, dass er den Barkeeper sofort entlarvt, als dessen Aussage nicht ins Bild passt. Inspektor Lognon dagegen wird auf die falsche Fährte gelockt, weil er nicht beherrscht, was laut Simenon keine Polizeischule lehrt: sich in die Haut eines anderen Menschen zu versetzen. Neuhaus zieht das Fazit: „Gerade an dieser Lösung läßt sich das Besondere der Methoden Maigrets zeigen.“
Auch für Stanley G. Eskin ist der Roman „ein ausgezeichnetes Beispiel“ für die Rolle, die Maigrets Vorstellungskraft bei der Lösung eines Falles spielt. Maigret rekonstruiere in seiner Vorstellung das Leben des Opfers, wobei ihn Madame Maigret mit ihrem Einfühlungsvermögen in die weibliche Psyche unterstütze. Seine Einbildungskraft führt am Ende gar dazu, dass Maigret vom Fall bis in seine Träume verfolgt wird. Auch für den Leser nimmt laut Ulrike Leonhardt die junge Tote so lebendig Gestalt an, dass man sie „nicht vergißt, auch wenn man den Mörder längst vergessen hat.“

## Rezeption
Das Literaturmagazin Time and Tide wertete den Roman 1955 als „einen schnörkellosen Krimi“, dessen Story „ein Modell von Ökonomie, Klarheit und Lesbarkeit“ sei. Stanley. G. Eskin ordnete Maigret et la jeune morte im Rückblick unter „eine Handvoll erstklassiger Romane“ aus der dritten Periode der Maigret-Serie ein. Für das Magazin Galore war Maigret und die junge Tote der „beste Maigret für den Anfang […], weil in der Geschichte über ein zunächst vollkommen gesichtsloses Opfer die Maigret-Methode des Herantastens deutlich gemacht wird.“ Tilman Spreckelsen freute sich über das „Wiedersehen mit dem unglückseligen Inspektor Lognon“. Angesichts der einander gegenübergestellten Schicksale zweier junger Mädchen in Paris fragte er sich allerdings: „Soll man das nun konstruiert nennen oder weise?“
Die Romanvorlage wurde dreimal im Rahmen von Fernsehproduktionen verfilmt: 1959 unter dem Titel Maigret and the Lost Life mit Basil Sydney als Maigret sowie 1963 und 1973 in den Fernsehserien Maigret mit Rupert Davies und Les Enquêtes du commissaire Maigret mit Jean Richard. Unter dem Titel Maigret und die Unbekannte wurden zwei deutschsprachige Hörspiele produziert: 1959 vom Südwestfunk unter der Regie von Gert Westphal mit Leonhard Steckel, Annedore Huber-Knaus, Heinz Schimmelpfennig, Ernst Sladeck und Helmut Peine, 1961 vom Bayerischen Rundfunk unter der Regie von Heinz-Günter Stamm mit Paul Dahlke, Traute Rose, Ulrich Beiger, Rolf Boysen und Reinhard Glemnitz. 2006 veröffentlichte der Diogenes Verlag eine Lesung von Gert Heidenreich. Der französische Spielfilm Maigret (2022) von Patrice Leconte mit Gérard Depardieu in der Titelrolle basiert frei auf einigen Motiven aus dem Roman.

## Ausgaben
- Georges Simenon: Maigret et la jeune morte. Presses de la Cité, Paris 1954 (Erstausgabe).
- Georges Simenon: Maigret und die Unbekannte. Übersetzung: Hansjürgen Wille, Barbara Klau. Kiepenheuer & Witsch, Köln 1958.
- Georges Simenon: Maigret und die Unbekannte. Übersetzung: Hansjürgen Wille, Barbara Klau. Heyne, München 1966.
- Georges Simenon: Maigret und die junge Tote. Übersetzung: Raymond Regh. Diogenes, Zürich 1978, ISBN 3-257-20508-2.
- Georges Simenon: Maigret und die junge Tote. Sämtliche Maigret-Romane in 75 Bänden, Band 45. Übersetzung: Raymond Regh. Diogenes, Zürich 2009, ISBN 978-3-257-23845-7.
- Georges Simenon: Maigret und die junge Tote. Übersetzung: Rainer Moritz. Kampa Verlag, Zürich, 2018. ISBN 978-3-311-130451.